# Vincenzo Gioberti (destroyer)
Pour l’article homonyme, voir Vincenzo Gioberti.
Le Vincenzo Gioberti (fanion « GB ») était un destroyer italien de la classe Oriani lancé en 1936 pour la Marine royale italienne (en italien : Regia Marina).

## Conception et description
Les destroyers de la classe Oriani sont des versions légèrement améliorées de la classe Maestrale. Leur longueur entre perpendiculaires est de 101,6 mètres et leur longueur totale de 106,7 mètres. Les navires avaient une largeur de 10,15 mètres et un tirant d'eau moyen de 3,15 mètres et de 4,3 mètres à pleine charge. Ils déplaçaient 1 700-1 750 tonnes à charge normale, et 2 400-2 450 tonnes à pleine charge. Leur effectif en temps de guerre était de 206 officiers et hommes de troupe.
Les Oriani étaient propulsés par deux turbines à vapeur à engrenages Parsons, chacune entraînant un arbre d'hélice à l'aide de la vapeur fournie par trois chaudières Thornycroft. Conçus pour une puissance maximale de 48 000 chevaux-vapeur (36 000 kW) et une vitesse de 32-33 nœuds (59–61 km/h) en service, les navires ont atteint des vitesses de 38-39 nœuds (70–72 km/h) pendant leurs essais en mer alors qu'ils étaient légèrement chargés. Ils transportaient suffisamment de mazout pour avoir une autonomie de 2 600 à 2 800 milles nautiques (4 800 à 5 200 km) à une vitesse de 18 nœuds (33 km/h) et de 690 milles nautiques (1 280 km) à une vitesse de 33 nœuds (61 km/h).
Leur batterie principale se composait de quatre canons de 120 millimètres calibre 50 dans deux tourelles jumelées, une à l'avant et une à l'arrière de la superstructure. Au milieu du navire se trouvait une paire de canons à obus éclairants de 120 millimètres de calibre 15. La défense antiaérienne des navires de la classe Oriani était assurée par quatre mitrailleuses de 13,2 millimètres Breda Model 1931. Les navires étaient équipés de six tubes lance-torpilles de 533 millimètres dans deux supports triples au milieu du navire. Bien qu'ils ne soient pas dotés d'un système de sonar pour la lutte anti-sous-marine, ils sont équipés d'une paire de lanceurs de grenades sous-marines. Les navires peuvent transporter 56 mines.

## Construction et mise en service
Le Vincenzo Gioberti est construit par le chantier naval Cantiere navale fratelli Orlando de Livourne en Italie, et mis sur cale le 2 janvier 1936. Il est lancé le 19 septembre 1936 et est achevé et mis en service le 27 octobre 1937. Il est commissionné le même jour dans la Regia Marina.

## Histoire du service
À la date de l'entrée de l'Italie dans la Seconde Guerre mondiale, il appartient au IXe escadron de destroyers, avec ses navires-jumeaux (sister ships) Alfieri, Oriani et Carducci.
À deux heures de la nuit du 12 juin 1940, il quitte Tarente avec ses navires-jumeaux, la Ire division (croiseurs lourds Zara, Fiume et Gorizia), la VIIIe division (croiseurs légers Duca degli Abruzzi et Garibaldi) et le XVIe escadron de destroyers (da Recco, Pessagno, Usodimare) pour patrouiller dans la mer Ionienne.
Le 2 juillet, il est employé, avec ses navires-jumeaux, la Ire division (Zara, Fiume, Gorizia), les croiseurs légers Bande Nere et Colleoni et le Xe escadron de destroyers (Maestrale, Grecale, Libeccio, Scirocco) dans l'escorte indirecte d'un convoi qui revient de Libye (transports de troupes Esperia et Victoria, escortés par les torpilleurs Procione, Orsa, Orione et Pegaso, sur la route Tripoli-Naples).
Le 7 juillet, dans l'après-midi, il part avec ses navires-jumeaux et le reste de la IIe escadre navale - le croiseur lourd Pola, les Ire, IIe, IIIe et VIIe division de croiseurs pour 11 unités au total et les Xe, XIe, XIIe et XIIIe escadron de destroyers - qui rejoignent ensuite la Ire escadre et participent à la bataille de Punta Stilo le 9 juillet. Lors de la retraite de la flotte italienne au cours de cette bataille, le IXe escadron a été la première formation de destroyers, parmi celles envoyées à la contre-attaque à la torpille, à lancer ses propres torpilles - cinq en tout, à partir d'une distance de 13 500 mètres - mais elles n'ont pas réussi à atteindre leurs cibles,.
Entre le 30 juillet et le 1er août, il fournit une escorte indirecte - avec ses navires-jumeaux, les croiseurs Pola, Zara, Fiume, Gorizia, Trento, Da Barbiano, Alberto di Giussano, Eugenio di Savoia, Duca degli Abruzzi, Attendolo, Montecuccoli et les XIIe, XIIIe et XVe escadron de destroyers pour un total de 11 unités - à deux convois pour la Libye, qui voient en mer un total de 10 marchands, 4 destroyers et 12 torpilleurs.
Vers midi le 27 novembre, il quitte Naples avec le Pola, la Ire division (Fiume et Gorizia) et les autres destroyers du IXe escadron, prenant part à la peu concluante bataille du cap Teulada,.
En décembre 1940, il participe - avec le Alfieri et le Carducci - au bombardement des installations côtières de l'Albanie et de la Grèce pour soutenir les opérations du Regio Esercito dans ces territoires.
Le 6 janvier 1941, avec le Alfieri, le Carducci , le destroyer Fulmine (faisant temporairement partie au IXe escadron) et les torpilleurs du XIVe escadron (Partenope, Pallade, Altair, Andromeda), ils bombardent les positions grecques près de Porto Palermo, en Albanie,.
Le 26 mars à onze heures, il part de Tarente (sous le commandement du capitaine de frégate (capitano di fregata) Marco Aurelio Raggio) avec ses navires-jumeaux et la Ire division (Zara, Pola, Fiume), rejoignant ainsi l'escadre navale - le cuirassé Vittorio Veneto, les IIIe division de croiseurs (Trento, Trieste, Bolzano) et VIIIe division de croiseurs  (Garibaldi et Duca degli Abruzzi), les XIIIe escadron de destroyers (Granatiere, Bersagliere, Fuciliere, Alpino), XVIe escadron de destroyers (Da Recco, Pessagno), XIIe escadron de destroyers (Corazziere, Carabiniere, Ascari) - chargés de l'opération "Gaudo", qui aboutit plus tard à la bataille du Cap Matapan.
Pendant la bataille, le Pola, dans la soirée du 28 mars, est immobilisé par un bombardier-torpilleur. L'amiral Angelo Iachino, commandant de l'escadre italien, envoie toute la Ire division et le IXe escadron de destroyers pour sauver le croiseur immobilisé, mais lorsque, à 22h7, les navires arrivent près du Pola, ils sont surpris par les cuirassés britanniques HMS Barham (04), HMS Valiant (02) et HMS Warspite (03), qui les canonnent avec leur artillerie. Le Zara, le Fiume, l'Alfieri, le Carducci et, dans un deuxième temps, aussi le Pola sont coulés (torpillés par des destroyers britanniques),. Au début de la bataille, le Gioberti est la quatrième unité de la rangée (la deuxième en considérant la seule rangée de destroyers), précédée par le Alfieri et suivi par le Carducci. Il réussit heureusement à se replier et à s'éloigner indemne avec le Oriani endommagé, grâce aussi au sacrifice du Carducci, qui est dirigé contre les navires anglais couvrant la fuite des unités sectionnelles avec un brouillard artificiel,.
Le 30 avril 1941, il fait partie de l'escorte indirecte (avec les croiseurs lourds Trieste et Bolzano, le croiseur léger Eugenio di Savoia et les destroyers Ascari et Carabiniere) d'un convoi formé par les transports Birmania, Marburg, Reichenfels, Rialto et Kybfels en navigation d'Augusta et Messine pour la Libye chargés de fournitures pour l'Afrika Korps (l'escorte directe est constituée par les destroyers Euro et Fulmine et par les torpilleurs Castore, Procione et Orione). Bien qu'attaqué par des avions et des sous-marins le 1er mai, le convoi n'est pas endommagé.
Le 3 juin, il pose deux champs de mines au nord-est de Tripoli, en compagnie des destroyers Pigafetta, Da Mosto, Da Verrazzano, Da Recco, Scirocco et Usodimare et des IVe division (croiseurs légers Bande Nere et di Giussano) et VIIe division (croiseurs légers Eugenio di Savoia, Duca d’Aosta et Attendolo).
Le 25 juin, il quitte Naples en escortant (avec les destroyers Aviere, Geniere et da Noli) les transports de troupes Esperia, Marco Polo, Neptunia et Oceania (l'escorte indirecte est assurée par les croiseurs Trieste et Gorizia et les destroyers Ascari, Corazziere et Carabiniere). Après une escale à Tarente le 27, les navires atteignent Tripoli le 29 malgré quelques attaques aériennes (qui causent de légers dommages au Esperia),.
Du 16 au 18 juillet, il escorte (avec les destroyers Lanciere, Geniere, Oriani et le torpilleur Centauro) un convoi de transports de troupes Marco Polo, Neptunia et Oceania sur la route Taranto-Tripoli (il y a également une escorte indirecte fournie par les croiseurs Trieste et Bolzano et les destroyers Carabiniere, Ascari et Corazziere). Tous les navires arrivent à destination sains et saufs, évitant également une attaque du sous-marin HMS Unbeaten (N93) dirigée contre le Océania.
Le 4 août, il appareille de Naples, escortant un convoi composé des vapeurs Nita, Aquitania, Ernesto, Nirvo et Castelverde (le reste de l'escorte est constitué des destroyers Aviere, Geniere, Oriani et Camicia Nera et du torpilleur Calliope), auquel s'ajoute ensuite le pétrolier Pozarica. Le 6 août, le Nita, touché par des avions du 830th Squadron britannique de la Royal Air Force, coule à la position géographique de 35° 15′ N, 12° 17′ E, malgré les tentatives du Camicia Nera et du Calliope pour le sauver, tandis que les autres navires du convoi atteignent leur destination le lendemain.
Le 19 août, il fait partie, avec les destroyers Vivaldi, Nicoloso da Recco, Oriani et le torpilleur Dezza, auquel s'ajoute alors le Xe escadron de destroyers (Maestrale, Grecale, Libeccio, Scirocco), de l'escorte d'un convoi sur la route Naples-Tripoli (transports de troupes Marco Polo, Esperia, Neptunia et Oceania). Le 20 août, alors que les transports ont pris la route sûre vers Tripoli (ayant également évité une attaque du sous-marin HMS Unbeaten, que le Gioberti chassait sans succès avec un autre destroyer, le Da Noli), le sous-marin britannique HMS Unique (N95) torpille le Esperia, qui coule à la position géographique de 33° 03′ N, 13° 03′ E. Il est possible de sauver 1 139 hommes, tandis que les victimes sont au nombre de 31.
Entre le 31 août et le 2 septembre, il escorte (avec les destroyers Aviere, Da Noli, Camicia Nera, Usodimare et Pessagno) un convoi de transports de troupes Victoria, Neptunia et Oceania revenant de Tripoli à Tarente. Les navires arrivent à destination sains et saufs, malgré une attaque du sous-marin britannique HMS Upholder (P37).
En début de soirée du 16 septembre, le convoi " Vulcania " part de Tarente pour escorter un convoi vers Tripoli. Le convoi est composé des transports de troupes Neptunia et Oceania, escortés, outre le Gioberti, par les destroyers Nicoloso Da Recco, Antonio Da Noli, Emanuele Pessagno et Antoniotto Usodimare,. Cependant, le convoi se heurte à un barrage formé au large des côtes libyennes par les sous-marins britanniques HMS Upholder, HMS Unbeaten, HMS Upright (N89) et HMS Ursula (N59). A 4h15 le 18 septembre, les torpilles lancées par le HMS Upholder touchent le Neptunia et le Oceania, qui s'immobilisent et commencent à prendre l'eau,. Tandis que le Vulcania, indemne, continue à escorter le Usodimare (les deux navires atteignent Tripoli sains et saufs malgré une attaque d HMS Ursula), les autres destroyers poursuivent sans succès le sous-marin qui attaque, portant assistance au Oceania et récupèrent les survivants du Neptunia, alors en passe de couler (le navire coula, poupe en bas, à 6h50),. À 8h50, le Oceania, qui était en cours d'évacuation tandis que le Pessagno se prépare à le remorquer, est à nouveau torpillé par le HMS Upholder et coule rapidement. Les destroyers n'onnt plus qu'à récupérer les survivants,. Sur les 5 818 hommes à bord des deux navires, il est possible d'en sauver 5 434; le Gioberti a contribué à l'opération de sauvetage en récupérant 582 survivants,,.
Le 24 septembre, au sein du XIIIe escadron de destroyers (Granatiere, Fuciliere, Bersagliere), il quitte Naples avec le reste du XIIIe escadron, les cuirassés Vittorio Veneto et Littorio et le XIVe escadron de destroyers (Folgore, Da Recco, Pessagno) pour intercepter un convoi britannique, mais il n'y parvient pas.
Le 2 octobre, il appareille de Naples pour escorter - avec les destroyers Euro, Antonio Da Noli et Antoniotto Usodimare, auxquels s'ajoutent les torpilleurs Partenope et Calliope - un convoi formé par les transports Vettor Pisani, Fabio Filzi, Rialto et Sebastiano Venier. Lorsque - le 5 octobre - le Rialto, touché par des bombardiers-torpilleurs britanniques du  830e Squadron, coule à la position géographique de 33° 30′ N, 15° 53′ E, le Gioberti sauve 145 hommes qui se trouvaient à bord du navire.
Du 16 au 19 octobre, il fait partie de l'escorte (destroyers Folgore, Fulmine, Usodimare, Da Recco, Sebenico) d'un convoi allant de Naples à Tripoli (transports Beppe, Marin Sanudo, Probitas, Paolina et Caterina), auquel se joignent ensuite le chalutier à moteur Amba Aradam et le torpilleur Cascino. Le Beppe est torpillé le 18 par le sous-marin HMS Ursula, il doit être pris en remorque par le remorqueur Max Barendt et assisté par le Da Recco et le torpilleur Calliope (il atteint Tripoli le 21), tandis que le Caterina coule à 62 milles nautiques (114 km) par 350° de Tripoli à cause des dommages causés par une attaque aérienne; le reste du convoi atteint Tripoli le 19.
Le 19 novembre, il escorte, avec le Oriani et le Maestrale, le convoi "Alpha" (Ankara et Venier) qui revient de Tripoli à Naples (le convoi est ensuite détourné vers Tarente en raison de la présence navale britannique dans le canal de Sicile),.
Début décembre, le Gioberti  effectué une mission de transport d'essence de Patras à Derna, en compagnie du Maestrale.
Le 13 décembre à 18h40, il quitte Tarente avec un groupe naval - le cuirassé Duilio, le croiseur lourd Gorizia, les destroyers Oriani et Maestrale - pour soutenir l'opération "M.41" (trois convois dirigés vers Benghazi avec départ de Tarente et Argostoli, avec l'emploi en tout des navires marchands Fabio Filzi, Carlo del Greco, Monginevro, Napoli, Ankara, Capo Orso, et comme escorte des destroyers Da Recco, Usodimare, Pessagno, Saetta et Malocello et du torpilleur Pegaso, et trois groupes de soutien). L'opération est cependant victime des attaques des sous-marins britanniques HMS Upright (N89) et HMS Urge (N17), qui coulent le Filzi et le Del Greco et endommagent gravement le cuirassé Littorio, tandis que le Iseo et le Capo Orso sont sérieusement endommagés par une collision,.
Le 16 décembre, il fait partie, avec les cuirassés Andrea Doria, Giulio Cesare et Littorio, les croiseurs lourds Trento et Gorizia et les destroyers Granatiere, Bersagliere, Fuciliere, Alpino, Corazziere, Carabiniere, Oriani, Maestrale et Usodimare, de la force de soutien à l'opération de convoyage pour la Libye "M.42" (deux convois composés au total par les navires marchands Monginevro, Napoli, Ankara et Vettor Pisani escortés par les destroyers Saetta, Da Recco, Vivaldi, Da Noli, Malocello, Pessagno et Zeno, tous deux partis de Tarente et dirigés vers Benghazi - le Ankara et le Saetta - et Tripoli - les autres unités). Les navires arrivent sains et saufs à destination le 18, tandis que le groupe de soutien participe à une bataille peu concluante avec une formation britannique qui prend le nom de première bataille de Syrte, dans laquelle le Gioberti n'a d'ailleurs pas de rôle particulier,.
Le 3 janvier 1942 à 16h00, il quitte le port de Naples - avec le cuirassé Duilio, les croiseurs légers Garibaldi, Montecuccoli et Attendolo et les destroyers Maestrale, Scirocco, Oriani et Malocello - pour servir d'escorte indirecte à l'opération "M.43" : l'envoi de trois convois (avec l'emploi en tout des navires marchands Monginevro, Nino Bixio, Lerici, Gino Allegri, Monviso et Giulio Giordani et d'une escorte directe assurée par les destroyers Vivaldi, Da Recco, Usodimare, Bersagliere, Fuciliere, Freccia et par les torpilleurs Procione, Orsa, Castore, Aretusa ed Antares) des ports de Messine, Tarente et Brindisi, tous à destination de Tripoli. Après l'arrivée des transports à destination (qui a eu lieu le 5), le Gioberti et les autres unités du groupe rentrent au port à 4h20 du 6 février,
De février à mai, le Gioberti subit des travaux de modernisation,. Un échogoniomètre allemand et 3 ensembles de mitrailleuses jumelles de 20/65 mm sont embarqués, l'unique trémie pour les grenades sous-marines est remplacée par deux nouvelles, les deux pièces d'obus éclairants de 120 mm sont également débarquées et les mitrailleuses jumelles du contre-plan sont remplacées par d'autres simples.
Le 13 juin à 16h30, il appareille de Cagliari avec le Xe escadron de destroyers (Ascari, Oriani, Premuda) pour attaquer le convoi britannique "Harpoon" dans la bataille de la mi-juin. Cependant, il est obligé de rentrer au port à cause d'une panne de moteur, car il ne peut même pas atteindre 22 nœuds de vitesse,.
Le 15 août 1942, alors qu'il escorte avec le Maestrale le navire à moteur Rosolino Pilo, le convoi est attaqué par 17 bombardiers-torpilleurs. Tandis que le Pilo est torpillé à la poupe (il est achevé plus tard par le sous-marin britannique HMS United (P 44)), le Gioberti est mitraillé avec de nombreux morts et blessés; presque tous les officiers sont tués (le commandant du navire, le capitaine de frégate Gianroberto Burgos di Pomaretto, est grièvement blessé) et un incendie s'est déclaré à bord,,. Pour reprendre le commandement du destroyer endommagé, et le conduire à Trapani, c'est le sous-lieutenant Giulio Ruschi qui prend cette responsabilité et qui recevra pour cela la Croix de guerre de la valeur militaire,.
Le 19 octobre 1942, il est engagé dans l'escorte d'un convoi qui est victime des attaques des sous-marins britanniques HMS P32, HMS Upholder (P37) et HMS Unbending (P37), qui torpillent et coulent le vapeur Beppe et le destroyer Giovanni da Verrazzano. Le Gioberti effectue une chasse anti-sous-marine et voit des nappes de pétrole remonter à la surface, mais il n'existe aucune trace de naufrage de sous-marins britanniques.
Le 4 novembre, il quitte Naples pour servir d'escorte - avec le Maestrale, le Grecale, le Oriani, les torpilleurs Clio et Animoso et un autre destroyer moderne, le Velite- aux navires à moteur Giulia et Chisone et à vapeur Veloce, à destination de Tripoli. Malgré plusieurs attaques aériennes, le convoi est l'un des derniers à atteindre la Libye sans dommages.
Le 10 janvier 1943, lors d'une autre mission d'escorte, il sauve l'équipage du transport de troupes Calino, coulé après avoir heurté une mine au large de Capri.
Après la capitulation italienne en Afrique (mai 1943) et la fin consécutive de la guerre des convois, le destroyer est stationné à La Spezia.
Dans les mois qui suivent, il est touché et endommagé lors des bombardements aériens de la base ligurienne.
Lors d'une autre mission, alors qu'il navigue vers La Maddalena, il est attaqué par un sous-marin qui lance deux torpilles, qui manquent leur cible et explosent sur la côte; le Gioberti réagit en lançant des grenades sous-marines.
Le 9 août 1943, il appareille de La Spezia, sous le commandement du capitaine de frégate Carlo Zampari (pour sa première mission de guerre), avec les destroyers Mitragliere et Carabiniere, escortant la VIIIe division (croiseurs légers Garibaldi et Duca d'Aosta) à destination de Gênes,,,. A 18h24 la formation est repérée au large de Punta Mesco par le sous-marin britannique HMS Simoom (P225), qui lance quatre torpilles contre le Garibaldi. Ce dernier parvient à les éviter par la manœuvre mais le Gioberti, qui se trouve derrière le croiseur, effectue une mauvaise manœuvre (il augmente sa vitesse mais reste sur le même cap) et, touché par deux torpilles, se casse en deux. La poupe explose, la proue, poussée par la flottabilité, continue sur quelques dizaines de mètres avant de dévier sur tribord et de couler à son tour, à environ cinq milles nautiques (9 km) par 210° de Punta Mesco,,. Les 171 survivants du Gioberti sont récupérés par quelques vedettes-torpilleurs Motoscafo Armato Silurante (ou MAS) et autres unités parties de La Spezia,,.
Le Gioberti avait effectué un total de 216 missions de guerre (12 avec les forces navales, une mission de pose de mines, une mission de chasse anti-sous-marine, 3 missions de bombardement anti-côtes, 31 missions de transport, 60 missions d'escorte de convois, 23 missions d'entraînement et 85 autres missions), couvrant un total de 74 071 milles nautiques (137 179 km) et passant 197 jours au travail.

### La découverte de l'épave
L'épave du destroyer Vincenzo Gioberti est localisée par l'ingénieur Guido Gay avec l'instrumentation embarquée sur le catamaran Daedalus le 18 décembre 2015. Le navire repose couché sur le côté droit à une profondeur de 595 mètres au sud de Punta Mesco. Le ROV Pluto Palla, le même qui a identifié le cuirassé Roma en 2012 dans le golfe d'Asinara, a inspecté la section avant du destroyer.
La Marina Militare (Marine militaire italienne), ainsi que l'ingénieur Gay invité à bord du Gaeta, ont officiellement reconnu l'épave le 7 avril 2016.
Le récit de la découverte du Gioberti est dû à l'ingénieur Guido Gay lui-même et figure dans le livre d'Ugo Gerini: Regio Cacciatorpediniere Vincenzo Gioberti publié par Luglio Editore en 2016.

### Commandement
Commandants
- Capitaine de frégate (Capitano di fregata) Marco Aurelio Raggio (né à Palerme le 30 juillet 1899) (10 juin 1940 - 24 juin 1941)
- Capitaine de frégate (Capitano di fregata) Vittorio Amedeo Prato (né le 28 juin 1902) (25 juin 1941 - 14 août 1942)
- Capitaine de frégate (Capitano di fregata) Gian Roberto Burgos di Pomaretto (né à Fossano le 9 novembre 1901) (15-18 août 1942)
- Capitaine de frégate (Capitano di fregata) Pietro Francesco Tona (né à Maserà di Padova le 18 décembre 1902) (octobre 1942 - 9 juillet 1943)
- Capitaine de frégate (Capitano di fregata) Carlo Zampari (né le 25 juin 1902) (10 juillet - 9 août 1943)